# Шампьон де Нансути, Этьен Мари Антуан
Этьен Мари Антуан Шампьон де Нансути (фр. Étienne Marie Antoine Champion de Nansouty; 1768—1815) — французский военный деятель, блестящий кавалерист, генерал-полковник драгун (с 1813 года), дивизионный генерал (1803 год), граф (1808 год). Имя генерала выбито на Триумфальной арке в Париже.

## Биография

### Происхождение и ранняя военная служба
Нансути происходил из дворянского рода; он был сыном майора королевской гвардии, прослужившего пятьдесят лет в армии Людовика XV и принявшего участие в войнах за наследство в Польше и Австрии, а также в Семилетней войне Жана-Батиста Шампьона де Нансути (фр. Jean Baptiste Pierre Charles Champion de Nansouty; 1718—1786) и Антуанетты Эрпайе (фр. Antoinette Hélène Herpailler; ок.1740—1787).
Начал получать военное образование в 1779 году в Бриеннской военной школе, где отличался хорошим поведением и посещаемостью. 21 октября 1782 года переведён в Парижскую военную школу и добился там отличных результатов. Два года спустя Нансути стал кавалером Ордена Богоматери Мон-Кармель и удостоился чести получить этот знак отличия из рук мсье, брата короля, будущего Людовика XVIII. 30 мая 1783 года выпущен в ранге младшего лейтенанта.
Реальную службу начал 26 марта 1785 года младшим лейтенантом в Бургундском кавалерийском полку. 6 апреля 1788 года произведён в капитаны Франш-Контейского кавалерийского полка. 24 мая 1788 года переведён с тем же чином в гусарский полк Лозена (с 1 января 1791 года - 6-й гусарский полк).

### Во главе 9-го кавалерийского полка
С 20 декабря 1791 года служил помощником полковника штаба Понсе в Армии Центра. В начале 1792 года стал адъютантом маршала Люкнера.
5 марта 1792 года произведён в подполковники, и возглавил эскадрон 2-го конно-егерского полка, а с 4 апреля 1792 года — 9-го кавалерийского полка. В 1792—1801 годах воевал в составе Рейнской армии. 30 марта 1793 года участвовал в бою против пруссаков у Обер-Флорсхайма. После первой успешной атаки 1-й эскадрон под командованием Нансути был атакован вражескими гусарами; тогда на помощь своим товарищам пришли другие эскадроны полка под командованием полковника Луба, и французским кавалеристам удалось обратить противника в бегство. 9 декабря 1793 года был произведён в полковники, и возглавил 9-й кавалерийский полк, приняв участие в нескольких победоносных кавалерийских боях под Страсбургом в ноябре и декабре 1793 года. Он также оказался в битве при Висамбуре в конце декабря. Вскоре после этого боя генерал Донадьё, командовавший кавалерийской дивизией, к которой принадлежал полк Нансути, был обвинён в трусости в присутствии противника и после суда казнён. Однако Нансути не был замешан в этом деле. Несмотря на свою принадлежность к дворянству Старого порядка, он никогда не беспокоился о своём происхождении, даже в самые радикальные часы Французской революции.
В 1794 году война продолжалась в Рейнской области, где генерал Дезе держал войска коалиции под контролём. 9-й кавалерийский полк Нансути сформировал вместе с 17-м драгунским полком бригаду под командованием генерала Дельма. Бригада дважды отличилась против австрийской кавалерии в мае 1794 года. Дивизионный генерал Мишо, командующий Рейнской армией, отметил в своём отчёте, что два Дельмасских полка каждый раз проявляли храбрость и бесстрашие в присутствии враг. В июле 9-й кавалерийский полк принял участие в нескольких крупных сражениях, и Нансути начал завоёвывать репутацию человека, стремящегося обучать своих людей максимально эффективным способом.
Генерал Моро, назначенный новым командующим Рейнской армии, организовал кавалерийский резерв, вверенный Бурсье. Два эскадрона 9-го полка достойно проявили себя во время битвы при Эттлингене. Другое важное событие кампании произошло в связи с инцидентом, произошедшим на рассвете 11 августа 1796 года, когда Нансути и его люди были временно прикреплены к «Центральному корпусу», которым командовал генерал Гувион-Сен-Сир. Кавалерия Гувиона-Сен-Сира была измотана после нескольких дней непрерывного марша, и для несения караульной службы был назначен новый эскадрон карабинеров, что было необычной задачей для этого элитного тяжёлого кавалерийского подразделения. На рассвете, когда началась битва при Нересхайме, австрийская кавалерия атаковала плохо подготовленных карабинеров, которые в беспорядке бежали. Их поспешное бегство вызвало тревогу среди других кавалерийских полков, привыкших видеть победу карабинеров над противниками при любых обстоятельствах. Нансути изо всех сил старался остановить разгром кавалеристов и пытался реорганизовать начавшие паниковать части, но боевой дух французской кавалерии до конца дня оставался низким и Нансути был вынужден отступить. Это решение вызвало критику со стороны генерала Гувион-Сен-Сира, который отправил своего адъютанта к Нансути с приказом атаковать. Последний в конце концов подчинился, потратив необходимое время на развёртывание своих людей. Под его руководством присутствовавшие четыре кавалерийских полка (2-й и 20-й конно-егерские и 2-й и 9-й кавалерийские) заставили первую линию австрийской пехоты замедлить своё продвижение. На следующий день эрцгерцог Карл покинул поле боя. Нансути очень привязался к своему полку и неоднократно отказывался от звания бригадного генерала, чтобы оставаться во главе 9-го кавалерийского полка.

### Бригадный генерал
29 августа 1799 года Нансути наконец согласился получить звание бригадного генерала и возглавил бригаду, сформированную из 8-го и 9-го кавалерийских полков. С сентября 1799 года служил в войсках генерала Мишеля Нея.
После захвата власти, Бонапарт немедленно разработал план кампании против последнего континентального противника Франции, Австрии. 9 марта 1800 года Нансути был назначен командиром 4-х кавалерийских полков в Париже, и должен был присоединиться к Резервной армии, ответственной за действия в Италии под началом Наполеона, но генерал Моро настоял на том, чтобы оставили его в Рейнской армии, предназначенной для борьбы с австрийцами в центральной Германии. В конечном итоге Нансути получил 15 марта под своё начало кавалерию правого крыла генерала Лекурба Рейнской армии. Его бригада состояла 15-го кавалерийского, 11-го драгунского и 12-го конно-егерского полков.
Кавалерия Нансути принимала участие в различных столкновениях. В битве при Энгене Нансути отличился точностью и смелостью своих манёвров, а также победоносной атакой на вражескую пехоту, которую он преследовал по улицам Штокаха, в том самом месте, где Дунайская армия потерпела поражение годом ранее. Он также патрулировал Тироль и отбил войска принца Ройсс-Плауэна во время сражения, которое произошло 14 июня 1800 года, в день, когда Наполеон выиграл битву при Маренго над австрийцами. Затем Нансути командовал автономным корпусом в Тироле до конца боевых действий, после чего служил под командованием генералов Молитора. 4 июля 1800 года возглавил бригаду в дивизии Гюдена и в тот же день добился победы при Заульдруебе.
С 23 сентября 1800 по 10 марта 1801 года командовал резервной кавалерией корпуса генерала Лекурба. Нансути имел под своим началом до пяти кавалерийских полков после придания ему под командование 6-го и 8-го гусарских полков. За этот период он подтвердил свою репутацию компетентного кавалериста, досконально знающего возможности своего оружия. Генерал Лекурб дошёл до того, что заявил, что не желает видеть во главе своей кавалерии никого другого.
27 сентября 1801 года Нансути женился в Париже на Жанне Гравье де Верженн (фр. Jeanne Françoise Adélaïde Gravier de Vergennes; 1781—1849), внучатой племяннице государственного министра Людовика XVI Шарля Гравье де Верженна. У пары родился сын Этьен (фр. Étienne Jean Charles Champion de Nansouty; 1803—1865), 2-й граф Нансути, капитан, пэр Франции с 1827 года.
Подписание Люневильского договора положило начало периоду мира на европейском континенте. 1 января 1802 года Нансути покинул армию Моро. Однако Португалия оставалась союзником Великобритании, и Наполеон решил устроить демонстрацию силы против лузитанской нации. Для этого он приказал создать наблюдательный корпус Жиронды. Нансути был выбран из девяти человек, чтобы командовать кавалерией этого корпуса. Французские войска вошли на территорию Испании, но были вынуждены быстро повернуть обратно во Францию после ратификации мирного договора с португальским правительством.
19 марта 1802 года Нансути был направлен на административную должность в 22-й военный округ. С 25 марта того же года — командующий в департаменте Сена и Уаза.

### Во главе дивизии тяжёлой кавалерии
24 марта 1803 года был произведён в дивизионные генералы, и 3 мая 1803 года назначен командующим кавалерией Армии Ганновера генерала Мортье. 31 января 1804 году вернулся в Париж и занимался инспектированием тяжёлых кавалерийских полков.
7 июня 1805 года поставлен во главе 1-й дивизии тяжёлой кавалерии, состоящей из карабинерских и кирасирских полков.  Следующие три года дивизия действовала в составе резервной кавалерии Великой Армии. Вскоре его дивизия стала считаться одной из лучших частей армии. Одновременно в 1805 году получил придворное звание 1-го камергера Императрицы, но Нансути, ненавидевший жизнь при дворе, воспользовался первым предлогом, чтобы уйти в отставку.

Участвовал в Австрийской кампании 1805 года. Шесть полков дивизии Нансути быстро были признаны лучшими в командовании и наиболее точными в выполнении своих маневров в ходе Ульмской кампании. На начальном этапе кампании дивизия Нансути сначала была присоединена к 3-му корпусу маршала Даву, с которым она форсировала Рейн и Дунай, а затем присоединилась к кавалерийскому резерву Мюрата. Нансути впервые повёл своих людей в бой при Вертингене, где его всадники продемонстрировали свои отличные навыки маневрирования. Вынужденный отделиться от двух карабинерских полков, оставшихся у Мюрата, Нансути и остальная часть его дивизии сопровождали Императора в Аугсбург, а затем были присоединены к 5-му корпусу маршала Ланна. Таким образом, кирасиры Нансути пришли поддержать дивизию Вальтера во время битвы при Холлабрунне. При Вишау 25 ноября 1805 года 9-й кирасирский полк принял участие в крупном кавалерийском бою вместе с кирасирской дивизией д'Опуля, драгунами Вальтера, гвардейскими конными гренадерами и конными егерями под командованием маршала Бессьера.

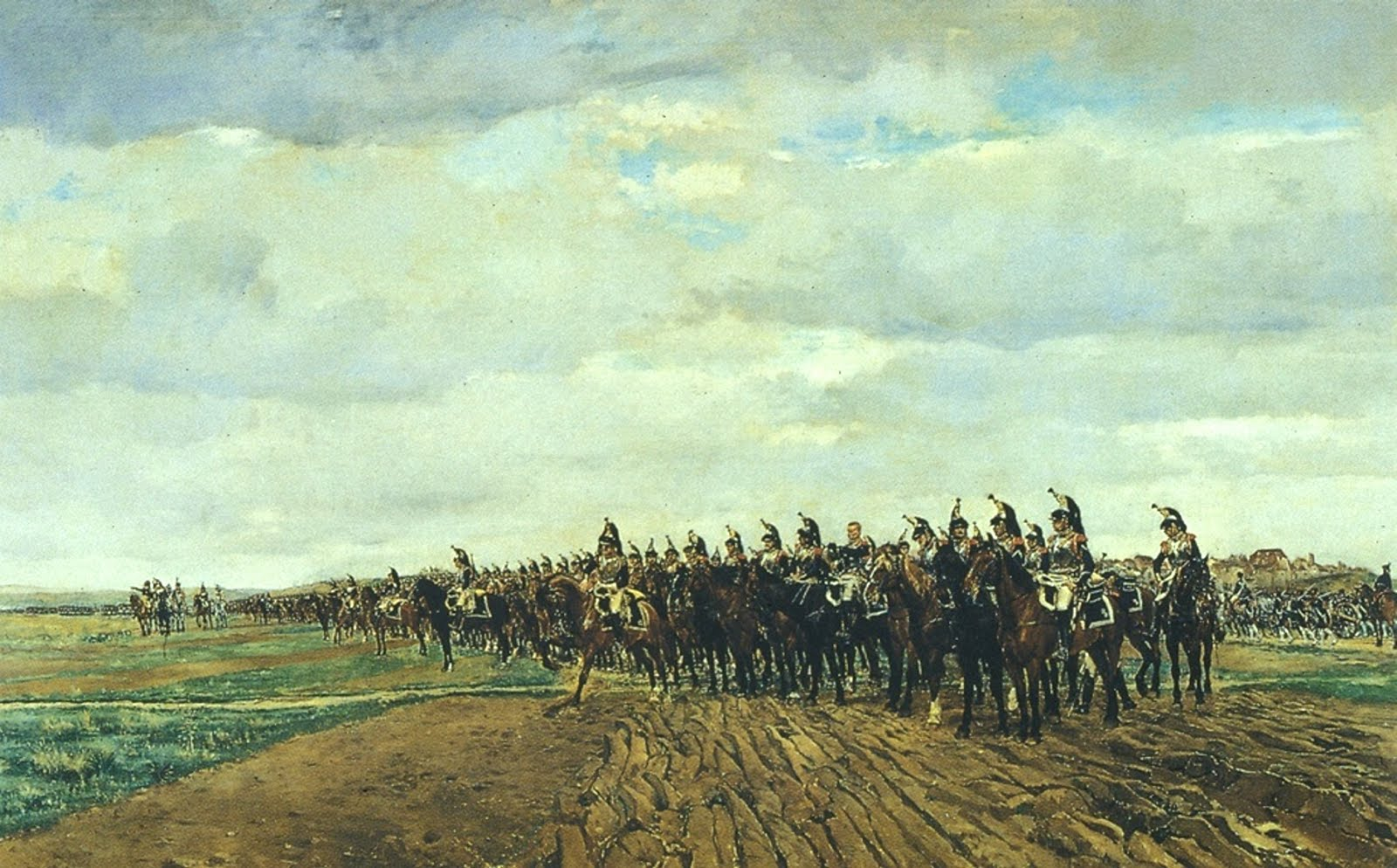
12-й кирасирский перед атакой в 1805 году, художник Жан-Луи Месонье.

2 декабря 1805 года дивизия блестяще действовала при Аустерлице. Тяжёлая кавалерия Нансути первоначально выстроилась в две линии позади пехотной дивизии генерала Каффарелли, входившей в 5-й корпус Ланна. Около 10 часов утра, когда бой стал общим по всей линии, русский генерал Багратион начал отступать перед наступающей французской пехотой 5-го корпуса. В то же время австрийский принц Иоганн I фон Лихтенштейн бросил в бой свои 4000 кавалеристов против 6000 сабель кавалерии Мюрата. Союзники, однако, не поддержали эту атаку пехотой или артиллерией, в то время как людей Мюрата поддерживали пехотинцы и артиллеристы Ланна. По окончании серии боёв с пехотой Ланна коалиционная конница, понесшая огромные потери, отступила на переформирование и к ней в это время присоединилась конница корпуса Багратиона. Австро-русские кавалеристы снова вернулись в бой, на этот раз нацелившись на центр войск Мюрата. Когда австро-русские кавалеристы приблизились к своей цели, их атаковали четыре из шести полков дивизии Нансути (1-й и 2-й карабинерские, а также 2-й и 3-й кирасирские); шум, вызванный столкновением двух кавалерий, был слышен на некотором расстоянии вокруг. После непродолжительного боя коалиционная кавалерия была разбита, но Лихтенштейну удалось перегруппировать своих солдат. Увидев всю французскую кавалерию, расположенную слева от пехотной дивизии Каффарелли, принц начал атаку на правый фланг этой дивизии, но его люди были встречены интенсивными артиллерийскими залпами, которые посеяли замешательство в их рядах. Воспользовавшись случаем, Нансути отвёл свою дивизию вправо, пересёк линию пехоты по взводам и развернул своих людей в две линии перед пехотой. Затем генерал умело вступил в бой со своими частями в последовательном порядке: сначала с двумя полками карабинеров и 2-м кирасирским полком в первой линии, затем с 9-й кирасирским и бригадой Сен-Жермена во второй. Три последовательно проведённые атаки сломили австро-русскую кавалерию, которая была окончательно разбита. Дальнейшие хорошо скоординированные атаки кавалерии и пехоты возглавили Мюрат и Ланн, вынудив Багратиона отступить после потери 2000 человек и 16 пушек. С французской стороны, несмотря на неоднократные атаки, проведённые в тот день, 1-я тяжелая кавалерийская дивизия понесла лишь относительно небольшие потери, что является доказательством качества командиров. 1-я бригада Пистона насчитала 2 убитых и 41 раненого, 2-я бригада Лебрен де Ля Уссе — 1 убитый и 25 раненых, а 3-я бригада Сен-Жермена — 47 убитых и 28 раненых. 3-й кирасирский полк был, безусловно, самым пострадавшим: 44 убитых и 27 раненых, или 21% потерь. Генерал Бельяр, начальник штаба Мюрата, упомянул в своём отчете о «великолепном и блестящем» нападении Нансути; вскоре после этого дивизия также была упомянута в бюллетене Великой Армии. 25 декабря Нансути стал великим офицером ордена Почётного легиона.  После Пресбургского договора, заключённого с Австрией в конце декабря 1805 года, дивизия Нансути разместилась на территории Баварии и заняла там зимние квартиры.
Четвёртая коалиция, сформированная против Франции в сентябре 1806 года, Наполеон повёл Великую Армию в Германию в памятной кампании против Пруссии. Состоящая из тех же полков, что и в прошлом году (1-й и 2-й карабинерские, 2-й, 3-й, 9-й и 12-й кирасирские), 1-я дивизия Нансути снова выступила в поход с кавалерийским резервом Мюрата. Из-за чрезвычайной скорости действий дивизия Нансути и одна из двух бригад кирасир дивизии генерала д'Опуля не смогли вовремя прибыть для участия в Йенском сражении. Вечером битвы кавалерия Нансути отправилась в погоню за разбитыми прусскими войсками, выследив 15 октября силы противника в 10 000 пехотинцев и три кавалерийских полка на улицах Эрфурта. Пруссакам, запертым в городе, пришлось ночью сдаться полковнику Превалю из 3-го кирасирского полка. В руки французов попали 12 000 пленных (в том числе 6 000 раненых) и 65 пушек.
Прервав преследование остатков прусской армии, дивизия Нансути 25 октября оказалась в Потсдаме и через два дня участвовала в триумфальном вступлении французских войск в Берлин, где 30 октября Император устроил ей смотр.
7 ноября Нансути и его всадники присоединились к Мюрату, направлявшемуся на восток, и 22 декабря переправились через Вислу вместе с остальной частью резервной кавалерии. После короткого, но победоносного боя у Лапазинского моста дивизия Нансути попыталась выйти на поле боя при Голымине, но всадники, задержанные густой грязью и предшествовавшей им более медленной драгунской дивизией, прибыли слишком поздно, чтобы участвовать в бою. Затем дивизия разместилась на зимних квартирах в Варшаве. Мюрат был вынужден временно покинуть службу по состоянию здоровья, и Нансути было поручено заменить его в командовании временно сформированным 1-м корпусом. Этот корпус был развёрнут на передовой, и Нансути, хотя формально подчинялся приказам маршала Сульта, получил приказ действовать совершенно независимо и докладывать о своих наблюдениях непосредственно Императору. Нансути тщательно выполнил эту задачу, сам патрулируя линию фронта, чтобы определить местонахождение пикетов лёгкой кавалерии, предназначенных для прикрытия пехотных аванпостов.
После атаки русских на левое крыло французской армии Мюрат восстановил командование резервной кавалерией и приказал Нансути перегруппироваться с остальной армией у города Эйлау. Присоединившись к своим людям в Варшаве, Нансути без дальнейшего промедления направил их к месту назначения, но его дивизия прибыла туда только 13 февраля 1807 года, через пять дней после битвы при Эйлау. 14-го числа Нансути узнал о смерти генерала д'Опуля, его товарища и бывшего начальника революционных войн, смертельно раненного при Эйлау во время великой атаки французской кавалерии. После боя операции были на время приостановлены, и Великая Армия отправилась на зимние квартиры. Чтобы обеспечить безопасность своих аванпостов, Император послал впереди сильную кавалерийскую колонну под командованием Мюрата, в которую входили люди Нансути, и поручил своему зятю отразить все вражеские отряды, которые он встретит на своём пути. 10 марта при Вольфсдорфе произошёл небольшой бой с участием дивизии, но в конечном итоге всем частям тяжёлой кавалерии было приказано отправиться в низовья Вислы для отдыха и получения подкреплений.
Прибытие новых контингентов позволило пополнить численность, сокращённую зимней кампанией; 1 июня 1807 года шесть полков дивизии Нансути насчитывали 3257 человек, что сделало её безусловно грозной силой. Военные действия возобновились в первых числах июня 1807 года, и дивизия Нансути была быстро направлена в Деппен, куда отступил 6-й корпус маршала Нея. С корпусом Нея, резервной кавалерией и гвардией Наполеон двинулся к Гуттштадту и 9 июня наткнулся там на крупный русский контингент, состоявший из солдат всех трёх родов войск. В серии атак под предводительством лёгкой кавалерии Ласалля и тяжёлой кавалерии Нансути Мюрат отбросил войска противника и преследовал их до улиц Гуттштадта, куда его люди вошли после наступления темноты. Нансути, блестяще выступавший во главе своей дивизии, не играл активной роли в битве при Гейльсберге, которая произошла на следующий день, оставив всю тяжесть сражения 3-й дивизии генерала Эспаня.
Император переоценил стратегическое положение своей армии и решил двинуться на северо-восток, чтобы не допустить переправы русских войск Беннигсена через реку Алле у Фридланда; на самом деле такой манёвр привёл бы к сближению русских с их прусскими союзниками, дислоцированными в Кёнигсберге. Наполеон немедленно составил план кампании и, поручив маршалу Мюрату командование двумя армейскими корпусами и мощным кавалерийским резервом, ответственным за продвижение к Кёнигсбергу, направил остальные свои войска в направлении Фридланда. К резервному корпусу маршала Ланна, шедшему в авангарде, временно были приданы драгуны Груши, кирасиры и карабинеры Нансути. В отсутствие Мюрата Груши, как самый старший генерал кавалерии, получил командование всей кавалерией, оставшейся у Императора.

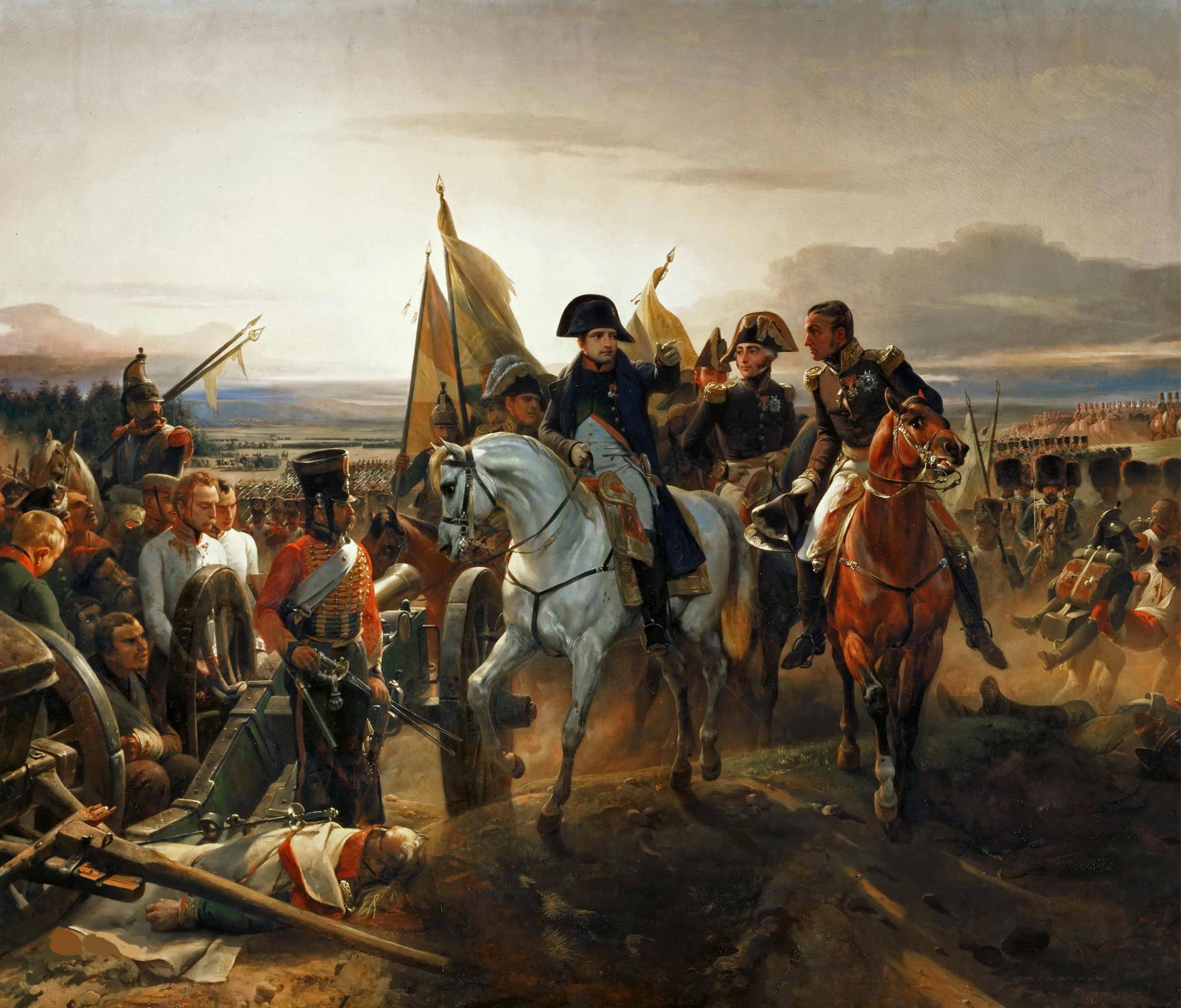
Наполеон даёт инструкции генералу Удино во время битвы при Фридланде, автор Орас Верне. Нансути, сыгравший важную роль в этой битве, появляется здесь слева от Императора.

Ланн прибыл со своим корпусом во Фридланд 13 июня, после наступления темноты, и обнаружил позицию, уже занятую русскими. Ранним утром 14 июня Ланн, тем не менее, предпринял атаку почти символической силой (от 11 000 до 13 500 человек) против 85 000 человек русской армии. Таким образом, маршал хотел помешать своим противникам пересечь Алле, в то же время давая Наполеону достаточно времени, чтобы прибыть на поле битвы с остальными своими войсками. Дивизия Нансути прибыла во Фридланд после первых боёв и была направлена в деревню Хайнрихсдорф, имевшую большое стратегическое значение. Владение этой деревней имело решающее значение для французов, поскольку она прикрывала пути сообщения Ланна с остальной армией Наполеона. Груши тоже отправился туда со своей драгунской дивизией, но с изумлением обнаружил, что местность находится в руках русских, и увидел, как всадники Нансути отступают рысью, даже не пытаясь сдержать врага или прикрыть дорогу, которая, тем не менее, составляла единственную линию связи авангарда корпуса с остальной армией. На самом деле Нансути прибыл туда незадолго до этого и получил приказ занять позиции у Хайнрихсдорфа, без дальнейших указаний и ничего не зная о ситуации на правом фланге. Находясь под сильным давлением русской пехоты и кавалерии и беспокоясь о собственных коммуникациях, генерал приказал своим людям отступить, чтобы не быть отрезанными от остальных войск. Манёвр Нансути, однако, полностью скомпрометировал план Ланна, рассчитывавшего на прибытие значительных подкреплений из Хайнрихсдорфа. Маршал срочно послал к Груши одного из своих адъютантов, чтобы сообщить ему, что он должен любой ценой помешать противнику прервать его связь с Императором. Быстро отреагировав, Груши принял командование передовыми эскадронами Нансути и вернул их на исходную позицию, а затем предпринял отчаянную, но победоносную атаку со своими драгунами на деревню Хайнрихсдорф, порезав её защитников. Дезорганизованные самой атакой, драгуны Груши оказались в опасной ситуации и были атакованы русской кавалерией, но Нансути прибыл как раз вовремя, чтобы отразить эту атаку, и позиция в мгновение была захвачена. Между двумя командирами завязалась бурная дискуссия: Груши сослался на своё старшинство и статус главнокомандующего, чтобы раскритиковать предыдущий манёвр отхода. Нансути противопоставил этому свой длительный опыт командования кавалерийскими частями. Эта ссора не помешала Нансути блестяще служить под командованием Груши в перипетиях предстоящей битвы. Вернувшись после первой неудачи, русские решили форсировать проход к Хайнрихсдорфу, направив к этому месту мощную колонну пехоты, которой предшествовали около шестидесяти эскадронов кавалерии и 2000 казаков. Чтобы противостоять этой угрозе, Груши использовал уловку, которая позволила ему отвлечь часть вражеской кавалерии от своей пехоты. Затем Груши атаковал эту кавалерию в лоб, в то время как Нансути атаковал с фланга, что привело к разгрому их противников. Несмотря на многочисленные атаки и контратаки, французская кавалерия сохраняла преимущество.

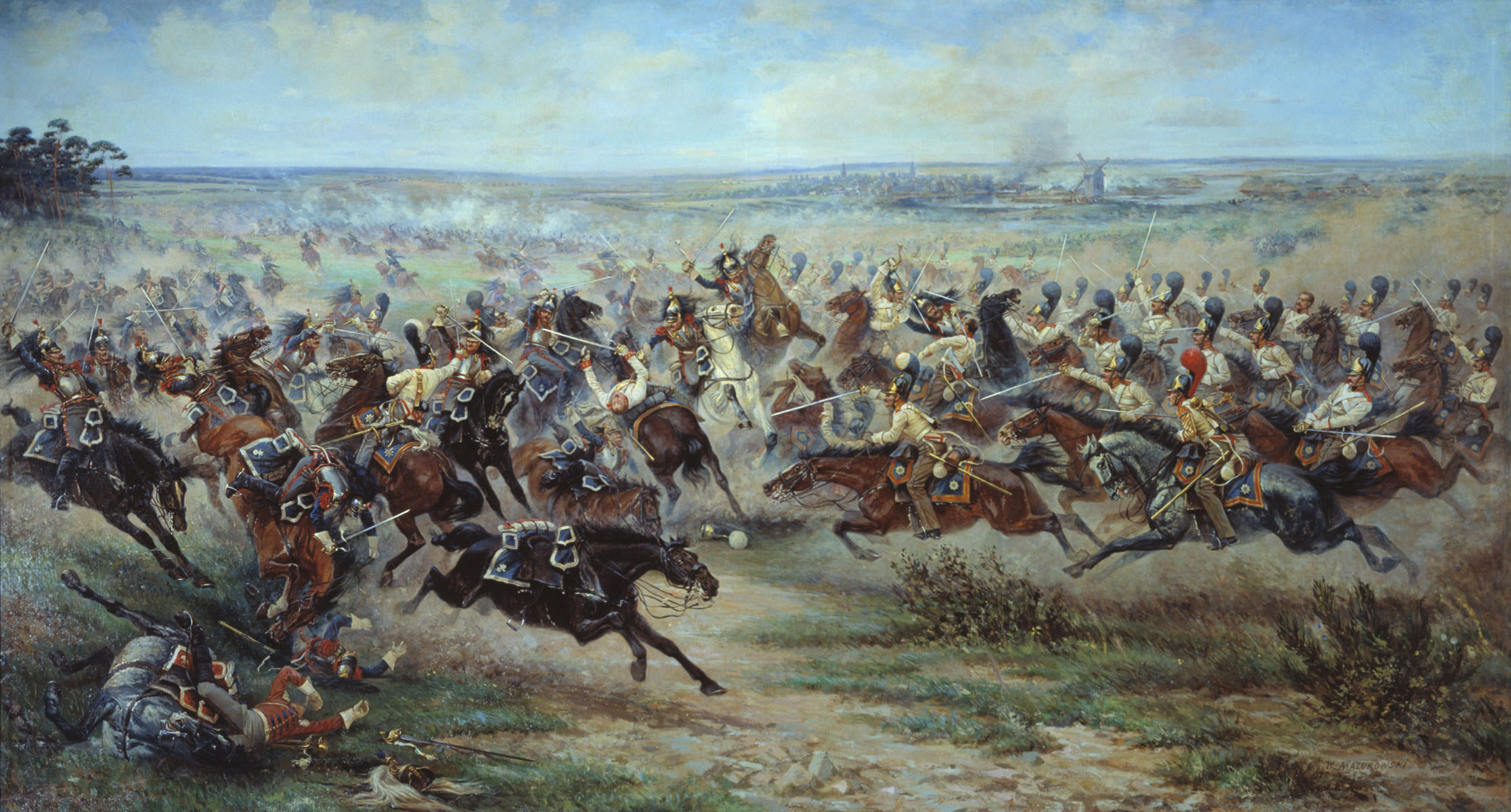
Бой кирасир Нансути с Конным лейб-гвардии полком под Фридландом. Художник Виктор Мазуровский, 1912 год.

Тем временем Наполеон прибыл на поле боя с крупными подкреплениями и немедленно отдал приказ о генеральной контратаке. Император, который запланировал нанести свой главный удар по левому крылу русских, хотел помешать последним усилить свой левый фланг войсками правого крыла и с этой целью приказал генералу Груши неустанно атаковать войска, оказавшиеся против него. Груши также было поручено заставить замолчать вражеские пушки, наносившие урон французам. В этой сложной задаче Груши отлично поддерживал Нансути, и им обоим удалось заставить замолчать русскую канонаду на этом участке. В более позднем отчёте Груши восхищался действиями Нансути на этом этапе боя, добавляя, что его последние действия «великолепно исправили» его предыдущую ошибку. Нансути и его люди также упоминались в 79-м бюллетене Великой Армии. После боя 1-я дивизия присоединилась к преследованию русских в направлении Немана, но подписание Тильзитского договора положило конец боевым действиям. 11 июля 1807 года Нансути получил высшую награду Франции - знак Большого Орла Почётного легиона с годовым доходом 20 000 франков. 30 июня 1807 года Нансути получил первую ренту в размере 12 846 франков от Варшавского герцогства. 23 сентября он получил дополнительное пожертвование в размере 5882 франков в «Императорском альманахе». Он также получил титул графа Империи 19 марта 1808 года и два финансовых пожертвования: одно в размере 25 000 франков от Вестфальского королевства, а другое в размере 10 000 франков от поместья Зевен в Ганновере. Генерал также получил грант в 100 000 франков на покупку частного особняка в Париже. Нансути приобрел отель президента Дюре в Сен-Жерменском предместье, районе, чрезвычайно популярном среди новой элиты имперского режима, в котором, в частности, расположены резиденции вице-короля Италии Эжена де Богарне, маршалов Даву и Ланна, а также генералов Раппа и Леграна.
27 июля 1808 года получил звание 1-го шталмейстера императорского Двора. 15 октября 1808 года Великая Армия была распущена Наполеоном, а дивизия стала частью Рейнской армии маршала Даву. После этого, Нансути был вынужден временно оставить свою дивизию, и в качестве первого конюшего сопровождал Императора во время его краткой интервенции в Испанию с ноября 1808 года по январь 1809 года. Когда начало военных действий против Австрии стало неизбежным, Наполеон вернулся во Францию. Весной Нансути был отозван из Испании и вновь возглавил 1-ю дивизию тяжёлой кавалерии, на этот раз под командованием маршала Бессьера. С началом боевых действий дивизия Нансути была быстро выделена из резерва и временно передана 3-му корпусу маршала Даву, ответственному за самые трудные задачи на первом этапе войны. Наполеон, решив перегруппировать свою армию в Регенсбурге, вновь передал дивизию под начало Бессьера и отправил служить вместе с баварскими войсками. После недавних побед при Абенсберге и Ландсхуте Наполеон сосредоточил основную часть своих сил, включая людей Нансути, в деревне Экмюль, где Даву ждал подкрепления. С 21 по 22 апреля 1809 года Наполеон столкнулся с австрийской армией эрцгерцога Карла в битве при Экмюле. На второй день боя Нансути первоначально был отправлен на равнину Ширлинг для поддержки баварцев генерала Деруа, которому после нескольких неудачных попыток удалось выбить противника из деревни Экмюль. За исключением Ширлингской равнины, местность, на которой вёлся бой, была очень неровной и холмистой, с особенно крутыми склонами, что делало непригодным использование кавалерии. Однако именно здесь произошло одно из самых запоминающихся кавалерийских сражений Наполеоновских войн. Очень короткое первое сражение произошло на окраине Экмюля, когда баварская и вюртембергская кавалерия атаковали неприятеля. Австрийцы победили, и немецкие кавалеристы отступили для переформирования рядом с двумя французскими тяжёлыми кавалерийскими дивизиями, присутствовавшими на поле боя. Эти две дивизии, 1-я под командованием Нансути и 2-я под командованием Сен-Сюльписа, были развернуты бок о бок, в пять линий в глубину. Полки построились в колонну один перед другим. Обе дивизии двинулись вперёд, поднялись по склону и галопом выскочили на плато, где несколько мгновений назад была отброшена лёгкая кавалерия. Затем тяжёлая кавалерия присоединилась к пехотинцам маршала Ланна, которые кричали: «Да здравствуют кирасиры!» в знак восхищения и аплодировали всадникам, маршировавшим перед ними. С двумя передовыми полками, расположенными в шеренгу, и немецкой лёгкой кавалерией на каждом фланге, две тяжёлые кавалерийские дивизии легко отразили австрийские кавалерийские части, присутствовавшие на плато. Однако это сражение было лишь прелюдией к гораздо более важному кавалерийскому бою. Стремясь прикрыть своё отступление, эрцгерцог Карл собрал всю свою резервную кавалерию, всего 44 эскадрона, по обе стороны дороги на Регенсбург, возле деревни Эггольсхайм. Между 19:00 и 20:00 Наполеон приказал своим конным войскам вытеснить кавалерию противника с этой позиции. Готовясь к атаке, Нансути развернул пять из шести своих полков в две линии: три в первой шеренге и два во второй, последний полк остался с Сен-Сюльписом. Дивизия Сен-Сюльписа заняла своё место справа от дивизии Нансути и сохранила свой строй колоннами, в то время как лёгкая кавалерия прикрывала фланги всей дивизии. Всего у французов было 48 эскадронов. Во время продвижения последние подверглись шквальному обстрелу австрийской артиллерии, а затем энергичной атаке со стороны кирасирского полка Готтесхайма. Увидев приближающуюся атаку врага, Нансути медленной рысью повёл свои эскадроны в сторону врага, и когда австрийцы были всего в ста шагах от них, передовой полк карабинер остановился и дал залп из тридцати или сорока карабинов по атакующим. Затем стрелки обнажили сабли и присоединились к кирасирам в энергичной атаке на приближающихся австрийских кирасиров. Нансути, а за ним и Сен-Сюльпис, вступили в контакт с противником, и, несмотря на решимость австрийской кавалерии, последняя после короткой рукопашной схватки была отброшена. Пришедшие на помощь кирасирам Готтесхаймского полка их товарищи из Кайзеровского полка постигла та же участь, что и гусары Штпишича и лёгкую кавалерию Винсента. Особенно смертоносная генеральная схватка произошла при лунном свете, благодаря чему в ночи были видны искры от ударов сабель по железным кирасам. Австрийский генерал Андреас фон Шнеллер был ранен во время боя, а генерал Карл Вильхельм фон Штуттерхайм, главнокомандующий австрийской кавалерией, едва избежал плена. Его люди были отброшены французской кавалерией в болота за Эггольсхаймом и были вынуждены отступить к Кёферингу, в то время как основная часть сил эрцгерцога Карла отошла к Регенсбургу.
Преследование французов возобновилось на следующий день на рассвете и привело 23 апреля к битве при Регенсбурге, во время которой австрийцы пытались замедлить продвижение своих противников. После тяжёлого боя, в котором всадники Нансути и Сен-Сюльписа трижды успешно атаковали австрийскую кавалерию, французы захватили крепость Регенсбург, но так и не сумели превратить отступление австрийцев в бегство. Нансути остался в Регенсбурге с Даву, чтобы следить за выводом эрцгерцога Карла.

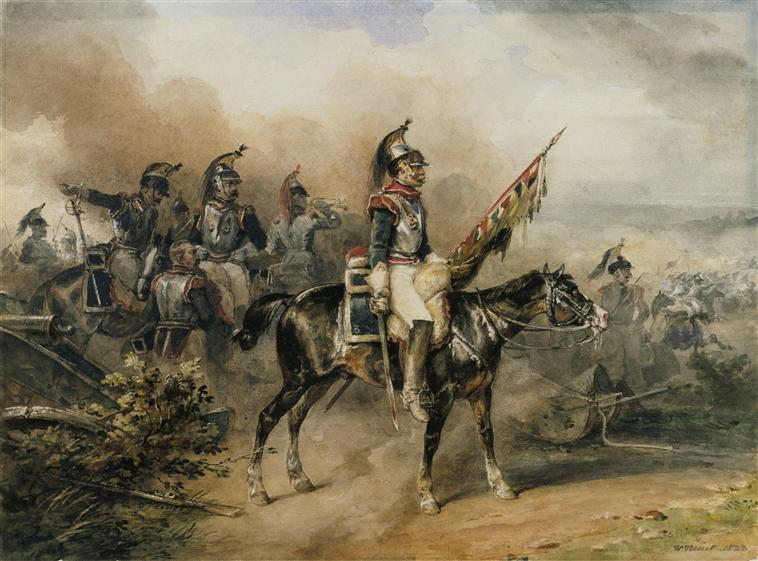
Французские кирасиры 3-го полка во время атаки

21 мая 1809 года Наполеон переправился через Дунай недалеко от Вены и во время битвы при Эсслинге атаковал австрийскую армию эрцгерцога Карла, расположенную на северном берегу реки. Французские войска значительно уступали неприятелю в численности, и быстро стало ясно, что им будет трудно продолжать сопротивление. Во время столкновений 21 мая Нансути смог задействовать только одну бригаду генерала Сен-Жермена (3-й и 12-й кирасирские полки), остальная часть его дивизии осталась на другом берегу Дуная. Нансути увидел, как кирасиры генерала Эспаня, которые с начала дня атаковали несколько раз, начали новую атаку в отчаянной попытке ослабить давление Австрии на линии французской обороны. Эспань только что погиб в бою, и его эскадроны, истощённые и уничтоженные, нуждались в срочной замене. Нансути немедленно выдвинул вперед эскадроны Сен-Жермена и атаковал вражескую пехоту, позволив армии сохранить свои позиции. На второй день сражения, 22 мая, Нансути получил подкрепление из своей второй бригады (2-й и 9-й полки) под командованием генерала Думерка. Утром, имея несколько свежих войск, Наполеон бросил корпус маршала Ланна в атаку на позиции противника. Всадники Нансути и Ласалля защищали марш пехотных колонн и должны были атаковать вражескую кавалерию, чтобы открыть путь. Однако в 9 часов утра известие о разрушении большого моста через Дунай, делающее невозможным прибытие дальнейших подкреплений, вынудило Наполеона прервать атаку и начать организованное отступление. Положение французской армии было критическим и к многочисленным человеческим потерям добавилось смертельное ранение маршала Ланна. Нансути и другим кавалерийским генералам потребовалось всё мастерство, чтобы сдержать массированное нападение австрийцев и позволить остальной армии постепенно выйти из боя. Как только основная часть сил Наполеона отступила в безопасное место на острове Лобау, люди Нансути, в свою очередь, ночью эвакуировали поле боя. Позже было признано, что вмешательство французской кавалерии в тот день не позволило противостоянию перерасти в настоящую катастрофу для Наполеона.

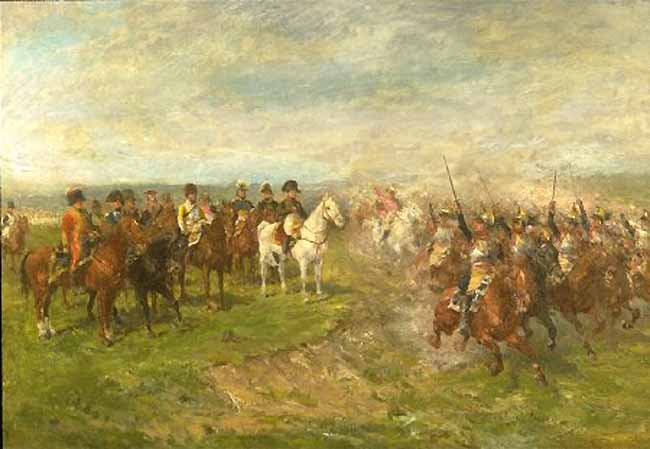
Кирасиры Нансути атакуют в битве при Ваграме. Картина Гвидо Сигристе.

После кровавой неудачи, понесённой при Эсслинге, Наполеону потребовалось шесть недель, чтобы тщательно спланировать новую переправу через Дунай. Он начал операцию вечером 4 июля 1809 года, и к началу следующего дня значительная часть его сил оказалась на другом берегу реки. Дивизия Нансути не участвовала в боевых действиях в первый день битвы при Ваграме и ночевала лагерем позади Императорской гвардии. На следующий день, 6 июля, Нансути первоначально был отправлен для поддержки Даву на правом фланге французов, но когда стало ясно, что этому сектору не угрожает прибытие подкреплений противника, его кавалеристы были отозваны и помещены в резерв в центре, недалеко от деревни Адерклаа. Положение французских левых сил резко ухудшилось, и дивизия Нансути вступила в бой, когда Наполеон приказал маршалу Бессьеру, командующему резервной кавалерией, атаковать австрийские соединения, угрожавшие его левому крылу. Поскольку время играло против него, Бессьер решил не дожидаться прибытия гвардейской кавалерии, а две другие его тяжёлые кавалерийские дивизии были задействованы в другом месте, он решил возглавить атаку только с помощью дивизии Нансути. Дивизия насчитывала 24 эскадрона и более 4000 сабель. Бессьер и Нансути повели своих людей в атаку под градом пушечных ядер и картечи, во главе стояли два полка карабинеров. Обнаружив слабое место в австрийской линии, французские кавалеристы совершили прорыв и растеснили вражескую пехоту, выстроившуюся в каре, рассекая при этом стоявший на их пути батальон Георгера. Однако большей части французской кавалерии не удалось прорваться через массы австрийской пехоты, и Нансути остался под командованием лишь очень небольших сил. Искусным манёвром Нансути свернул вправо и атаковал пушки принца Лихтенштейна, но почти сразу же вмешалась австрийская кавалерия, особенно лёгкая кавалерия Розенберга и кирасиры полка Кронпринца, которые отбили карабинеров с фланга и оттеснили их назад. Дорогостоящая неудача, которую пережила дивизия Нансути, не обескуражила Бессьера, который приготовился начать новую атаку, на этот раз при поддержке части гвардейской кавалерии. Эта атака так и не состоялась: лошадь маршала была убита пушечным ядром, а Бессьера, серьёзно раненого, без сознания перевезли в тыл. Поскольку его начальник считался погибшим, Нансути, не зная о приказе Императора, решил немедленно отвести своих людей с линии фронта, чтобы сохранить свою и без того сильно потрёпанную дивизию.

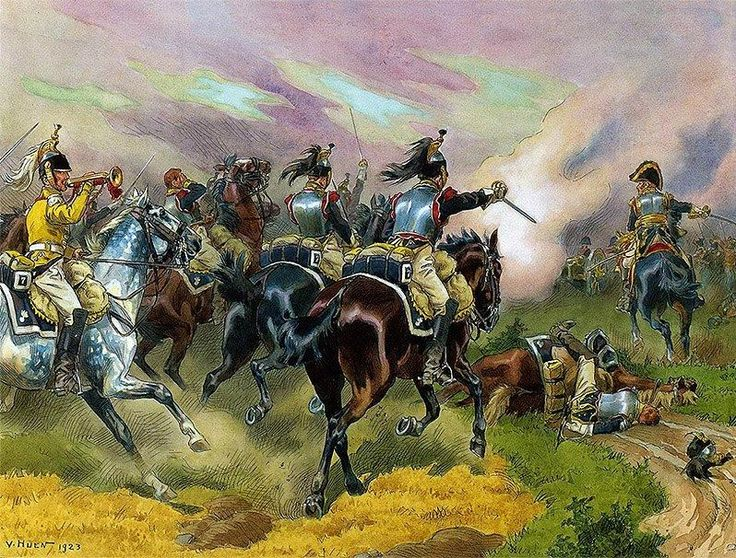
Генерал Нансути атакует австрийскую батарею во главе своих кирасиров во время кампании 1809 года, автор Виктор Юэн.

Однако это движение не положило конец его действиям во время этой битвы. Крупная кавалерийская атака под предводительством Бессьера во многом способствовала ослаблению давления на левый край центра французской линии, но последняя всё ещё оставалась в критическом положении. Наполеон решил вернуть себе инициативу, начав атаку корпуса генерала Макдональда на правый край центра австрийской армии. Макдональд, скорее случайно, сформировал две свои дивизии в гигантское пехотное каре для наступления, что является уникальным случаем в анналах наполеоновских войн. Четырём эскадронам карабинеров из дивизии Нансути было поручено сопровождать эту колонну на флангах, в то время как основная часть дивизии следовала позади. Продвижение французов было значительно затруднено сильным огнём австрийских батарей, и Макдональд, желавший избавиться от подавлявших его орудий, потребовал вмешательства гвардейской кавалерии генерала Вальтера справа от него и дивизии Нансути слева от него. Без прямого приказа Наполеона или маршала Бессьера, поскольку последний был выведен из строя, Вальтер не предпринял никаких действий, в то время как Нансути, чья дивизия слишком сильно отставала, не смог вовремя вступить в бой, поскольку к моменту его прибытии вражеские орудия уже были переброшены.
Дивизия Нансути понесла чрезвычайно тяжёлые потери при Ваграме, причём потери в людях и лошадях были выше, чем в двух других тяжёлых кавалерийских дивизиях вместе взятых. Потери среди лошадей были особенно чувствительными: 1141 животное было убито или ранено; столь же значительны были потери в живой силе, хотя реально соприкасались с противником только карабинеры: 164 убитых и 436 раненых. Два полка карабинеров, прошедших тщательную проверку, к концу дня имели всего 300 лошадей, то есть потери лошадей составили 77%. Значительные потери понесли также 9-й и 12-й кирасирские полки. Атака Бессьера, проведённая в спешке одной дивизией Нансути, имела менее выраженные тактические последствия, чем при Эсслинге, из-за действий австрийской артиллерии и противостояния с пехотой противника, готовой принять удар, но она сэкономила Наполеону драгоценное время, позволяя последнему вернуть себе инициативу в сражении. Генерал Макдональд резко раскритиковал Вальтера и Нансути за то, что они не предоставили ему адекватную кавалерийскую поддержку во время его атаки. Макдональд писал в своих мемуарах, что он «удивлён медлительностью генерала Нансути […] Нансути, наконец, атаковал, но слишком поздно, чтобы воспользоваться зияющей брешью, которую я пробил в центре австрийской армии». Через несколько дней после битвы при Ваграме Наполеон поговорил с Нансути и обвинил его в отказе сотрудничать с Макдональдом. Нансути категорически оправдывался, поясняя, что с ним не консультировались по поводу размещения его дивизии, что делало невозможным манёвр в разгар боя. Столкнувшись с настойчивостью Наполеона, Нансути сохранил самообладание и в конце концов ответил государю: «В конце концов, не Ваше Величество будет учить меня обращению с кавалерией». Это резкое замечание не помешало Нансути в последующие годы продолжать занимать ответственные должности.

### Последние кампании
17 октября 1809 года, после подписания Шёнбруннского мира, положившего конец войне между Францией и Австрией, Нансути передал командование дивизией генералу Брюйеру и вновь занял место в качестве первого конюшего Императора. В 1811 году Нансути получил дополнительную функцию - первого генерального инспектора драгун. Очень активно выполняя свои новые обязанности, он быстро прославился своей строгостью, а также глубокими знаниями и бесценным опытом обращения с оружием.
19 октября 1811 года был назначен временным командиром 2-й и 4-й кирасирских дивизий. 9 января 1812 года возглавил 1-й корпус резервной кавалерии Великой Армии. В мае — декабре 1812 года принимал участие в походе в Россию.
Переправившись со своим корпусом через Неман, Нансути непрерывно служил под командованием Мюрата во время кампании, предшествовавшей наступлению армии; Вильно, расположенная на оси продвижения захватчиков, попала, таким образом, в руки французской кавалерии. Хотя 1-й кавалерийский корпус постоянно маршировал вместе с Мюратом и Императором, он мало участвовал в боевых действиях, однако блестяще отличился в арьергардном бою у Островно, а затем принял участие в Витебской битве. Во время этого противостояния произошёл бесславный инцидент с участием лёгкой кавалерии Нансути, когда 8-й гусарский и 16-й конно-егерский полки бежали от атаки русской кавалерии. Этот эпизод подчеркнул тот факт, что дивизия Брюйера, в состав которой входили эти два полка, потеряла большую часть своей численности из-за систематического развёртывания на передовой линии армии, что привело к потере самых храбрых и закалённых. Несмотря на все усилия Нансути, очень длительные и изнурительные марши, проливные дожди и отсутствие фуража пагубно сказались на 1-м кавалерийском корпусе, численность которого с начала операций сократилась вдвое. Более того, как и другие командиры корпусов, Нансути редко осуществлял прямой контроль над всеми подчинёнными ему войсками, что приводило к тому, что последние несколько раз использовались ненадлежащим образом.
Три дивизии Нансути окончательно перегруппировались 7 сентября 1812 года и в тот же день приняли активное участие в Бородинской битве. 1-й кавалерийский корпус располагался на правом крыле французов во второй линии, позади корпуса маршала Даву. После того как Мюрат захватил два редута на левом фланге русских, Нансути разместил своих людей справа от этой позиции, а затем поддержал наступление правого крыла французов. Когда русские начали наступление, Нансути лично возглавил кирасирские дивизии Сен-Жермена и Валанса и повёл их в атаку. Во время нападения ему раздробило пулей колено. Эта травма стала первой в карьере Нансути и была достаточно серьёзной, чтобы положить конец его активной роли в этой кампании. Но генералу очень повезло, потому что пуля, пробившая его колено, лишь повредила плоть, оставив нетронутой коленную чашечку. После боя генерал был перевезён в Москву и, хотя он всё ещё не оправился от ранения, 10 октября ему было поручено командовать конвоем, который должен был доставить раненых генералов и полковников, а также основные трофеи, захваченные в тылу. В этой миссии он подвергся большим опасностям, голоду и сильному холоду, которые ослабили его и без того слабое здоровье. Затем ему разрешили вернуться во Францию для выздоровления.
После смерти генерала Луи Барагэ д’Илье 14 января 1813 года Нансути был назначен генерал-полковником драгун. Пропустив начало Саксонской кампании 1813 года, Нансути был отозван на поля сражений после заживления раны и с 29 июля 1813 года командовал кавалерией Императорской гвардии. Первое серьёзное сражение кампании произошло при Дрездене, где гвардейская кавалерия под командованием Нансути поддержала атаку маршала Нея на левом фланге совместно с пехотой Молодой гвардии маршала Мортье. Следующим большим сражением для Нансути стала битва при Лейпциге, которая произошла в середине октября. Первоначально находившиеся в резерве кавалерия и артиллерия Гвардии были вынуждены срочно вмешаться после дезертирства части саксонских войск. Последние теперь сражались с солдатами, которые мгновение назад были их союзниками, и положение части французских полков стало крайне критическим. Дивизия генерала Дюрютта, находившаяся недалеко от саксонских позиций, особенно отчаянно нуждалась в спасении. Наполеон быстро послал Нансути поддержать её во главе кавалерии и артиллерии гвардии. Нансути возглавил энергичную атаку с некоторыми из своих полков, конными гренадерами, драгунами и уланами, вынудив саксонцев отступить. Тем не менее 19 октября баланс сил изменился в результате преждевременного взрыва моста через Эльстер, который составлял главную линию отступления французской армии. Гвардейской кавалерии удалось уйти с поля боя и эффективно прикрыть отход уцелевших контингентов. 

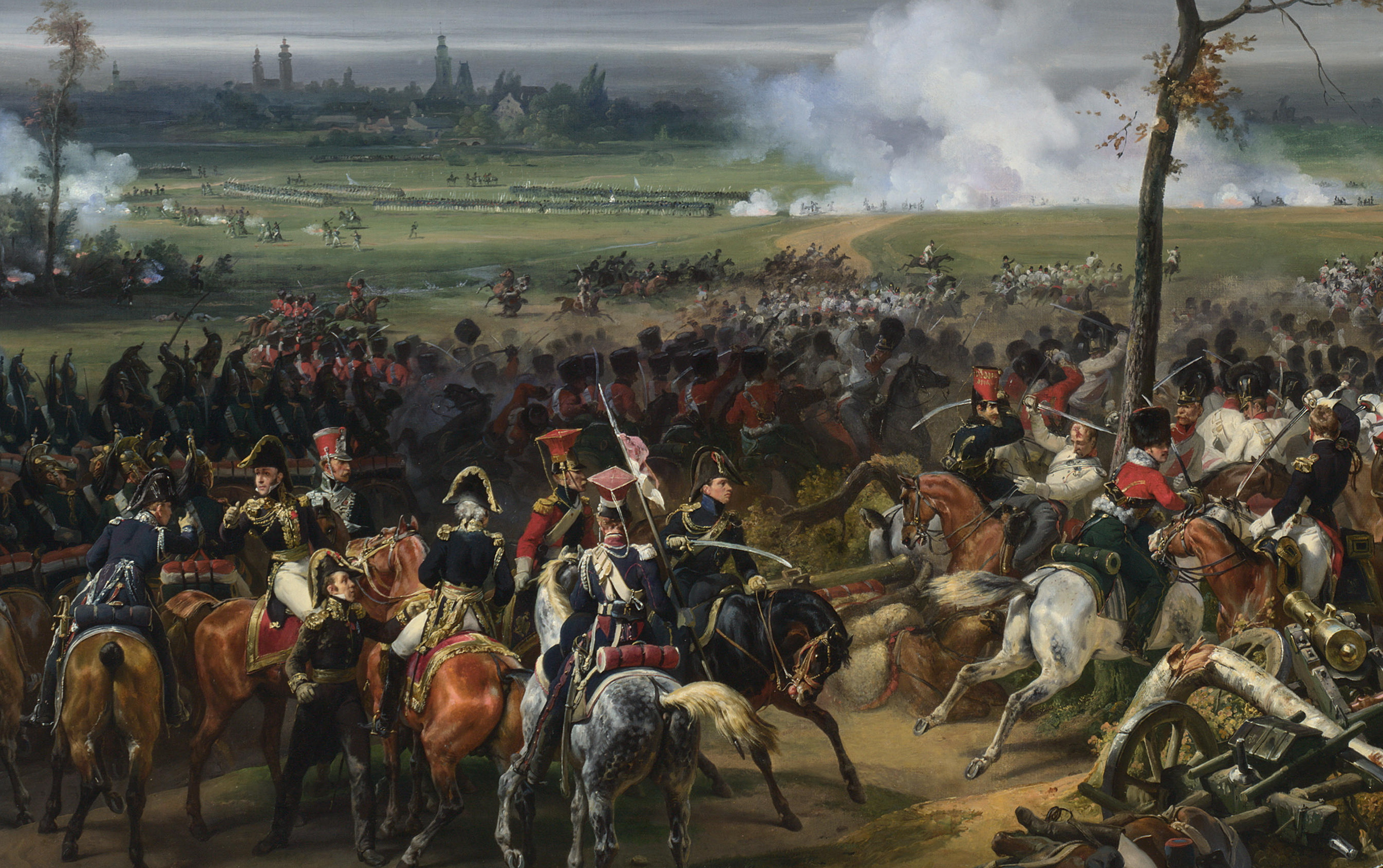
Генерал Нансути при Ханау

Во время битвы при Ханау Вреде развернул свою армию перед лесом Ламбой, где должны пройти по его мнению отступающие французы. Он также расположил почти всю свою кавалерию слева от себя под командованием генерала Сплени де Михальди. Несмотря на своё численное превосходство, Наполеон направил часть своей армии против засевших в лесу баварцев, но только вступление в бой гвардейской пехоты позволило выбить их оттуда. Баварцы, многие годы воевавшие бок о бок с французами, запаниковали при виде меховых шапок гвардейских пехотинцев и после непродолжительного боя оставили свои позиции. Однако огонь их артиллерии заставил французскую пехоту прервать наступление. Затем Наполеон приказал генералу Ленури поставить свои пушки в батарею и выделил Друо для поддержки его конной артиллерией гвардии и несколькими другими пушками; эта «большая батарея» из примерно пятидесяти орудий быстро смогла эффективно ответить на австро-баварскую канонаду. Нансути с драгунами и уланами гвардии получил приказ защищать эту батарею и для этой цели разместил своих людей позади пушек. Его положение заметно ухудшилось, и Вреде направил свою кавалерию численностью около 7000 человек для атаки на большую батарею Друо. Разрушительный огонь картечи смёл большую часть эскадронов союзников, которые бежали, чтобы укрыться за своими позициями, но некоторым всё же удалось добраться до французских орудий и пройти мимо батареи, но они были немедленно атакованы и отброшены гвардейской кавалерией. Поскольку батарея теперь была вне опасности, Нансути при поддержке кирасиров Себастьяни отправился в преследование вражеской кавалерии и последовательно разбил полк австрийских кирасиров, драгунский полк Кнесевича и два баварских полка лёгкой кавалерии, возглавляемые лично Сплени. Затем, используя манёвр, аналогичный маневру Келлермана в Маренго, Нансути сместил своих людей влево и бросился на вражескую пехоту, отбрасывая её. Конные гренадеры гвардии оказались в самом центре боя, и контратака баварской кавалерии временно поставила их в опасную ситуацию, но их быстро вытащил полк Почётной гвардии. Тогда Нансути бросил в бой всю свою конницу, опрокинул противостоящие каре и немногочисленные оставшиеся кавалерийские элементы и сбросил часть их в реку Кинциг. Атака Нансути позволила Себастьяни заставить замолчать баварскую артиллерию благодаря разумному использованию кирасирской дивизии Сен-Жермена и легкой кавалерийской дивизии Экзельмана. Нансути был легко ранен во время боя, но его выдающиеся действия при Ханау русский автор сравнивает с действиями прусского кавалерийского генерала фон Зейдлица в битве при Цорндорфе.
27 января 1814 года кавалерия Нансути вступила в бой при Бриенне. Здесь были почти полностью уничтожены две роты конной артиллерии под командованием офицера Марена, ветерана итальянской и египетской кампаний, пользовавшегося большим уважением Наполеона, а командир и техника были захвачены «противником». Наполеон был крайне недоволен, узнав, что тяжёлая кавалерия гвардии не смогла защитить этих артиллеристов. Дополнительные орудия были потеряны гвардейской артиллерией в битве при Ла-Ротьере, где Наполеон потерпел одно из редких тактических поражений в своей карьере. Часть гвардейской кавалерии первоначально успешно атаковала вражескую кавалерию, но, столкнувшись с непоколебимыми линиями прусской и русской гвардии и имея на своём фланге угрозу со стороны драгунских частей, она была быстро вынуждена отступить, бросив за собой несколько частей.
Присоединившись к императору при Шампобере, Нансути принял участие в сражении при Монмирале, где первоначально отвечал за обеспечение защиты артиллерии. Затем, поддерживая атаку пешей гвардии на ферму Эпин-о-Буа, он со своей кавалерией вдруг повернул влево, наткнулся на не успевшую подготовиться к атаке вражескую пехоту, разгромил её и пустился в погоню за беглецами. Эта совместная атака гвардии привела к захвату большого количества пленных и пушек; Нансути получил лёгкую травму. Некоторые его части приняли участие в сражении при Шато-Тьерри, в ходе которого Император приказал кавалерии гвардии совершить обход на левом крыле коалиций и где двое подчинённых Нансути, генерал Летор и полковник Кюрели разбили несколько каре. 14 февраля Нансути лично отличился при Вошане, где поддержал Груши в атаке, решившей судьбу сражения. Атакуя войска Блюхера в лоб, Нансути позволил Груши напасть на тыл прусских колонн, которые были изрезаны и разрублены на куски двумя генералами. Преследование, в котором участвовала гвардейская конница, увенчалось успехом. Потери противника оценивались в 9-10 тысяч человек и 25 орудий. Эта победа подняла Наполеону настроение, но с наступлением ночи его радость сменилась гневом, когда он узнал, что несколько конных артиллеристов гвардии потерялись. Эти люди были схвачены во время марша, и один из подчинённых Нансути, генерал Гюйо, который не предоставил им проводника или надлежащего эскорта, был обвинён в том, что он был виновником этого инцидента. В присутствии Нансути Наполеон жёстко отчитал Гюйо и обвинил его в халатности, приведшей к потере пушек во время предыдущих сражений, а также в различных других недостатках, таких как недостаточное обеспечение его безопасности. После этого Гюйо был освобождён от своих обязанностей, а Наполеон объявил Нансути о своем намерении заменить его генералом Эксельманом, командующим тяжёлой кавалерией Старой гвардии. Этот эпизод явно способствовал охлаждению отношений между Наполеоном и генералом Нансути.
Всегда на переднем крае боёв во время этой кампании, Нансути оказался 24 февраля возле города Труа. Переговоры о перемирии велись в соседней деревне, и, несмотря на формальный приказ продолжать боевые действия, обе стороны временно прекратили огонь. Тем не менее, Нансути атаковал вражеские войска на улицах деревни, где проходили переговоры. Увидев это, французский делегат на переговорах о перемирии Шарль де Флао отправился на поиски Нансути и решительно протестовал против инициативы последнего. Нансути ответил, что Император, несомненно, знал, что в этом месте идут переговоры, но получил приказ без дальнейшего промедления захватить эту позицию. 27 февраля Наполеон вновь двинулся против пруссаков Блюхера, оставив часть своих сил в направлении Труа, чтобы наблюдать за действиями австрийских войск Шварценберга. Нансути с кавалерией гвардии сопровождал Императора, защиту которого он обеспечивал, и был вынужден открыть дорогу саблями во время кровопролитного кавалерийского боя у Шато-Тьерри 3 марта. Ещё одно кавалерийское сражение произошло 5 марта, в котором Нансути отразил вражескую кавалерию численностью от 3 до 4000 человек и захватил мост в Берри-о-Баке на Эне, несмотря на жестокую канонаду. Прибыв на другой берег Эны с несколькими взводами польских улан, Нансути повёл энергичное преследование, захватив несколько пушек, боеприпасы и довольно большое количество пленных, в том числе молодого князя Гагарина.
7 марта во время битвы при Краоне произошел инцидент, в котором Нансути открыто выразил несогласие с Императором. Пока кипела битва, генерал Бельяр из штаба Императора прибыл к Нансути, чтобы сообщить ему, что он получил приказ заменить его в случае, если состояние его здоровья подведёт его и не позволит ему осуществлять командование. Нансути ответил, что он действительно болен, но это не помешает ему вести своих людей в бой. Несмотря на необычайно плохое настроение после этого случая, Нансути впоследствии блестяще вёл себя при Краоне. Ему было приказано преодолеть пересечённую местность и подняться на крутой склон со своей кавалерией и пушками, чтобы напасть на правый фланг союзников. Успев довести своих кавалеристов до хребта, Нансути построил их в линию и двинул против врага, отбросив в беспорядке два русских батальона. При этом Нансути получил новое ранение, но оно было не очень серьёзным, и он продолжал энергично руководить своими людьми. Именно в этот момент Наполеон послал Нансути атаковать редут под очень смертоносным огнём. Генерал приказал своим солдатам остановиться и в одиночку начал продвигаться к позиции. На вопрос о причине его поведения, он ответил, что не станет посылать своих людей на ненужную смерть и поэтому будет атаковать в одиночку. Наполеон немедленно отменил свой приказ. Это противостояние стало последним в долгой карьере Нансути. 8 марта, накануне битвы при Лане, Нансути находился в Шавиньоне, деревне, расположенной в девяти километрах от Лана, где также находился Император. Хотя обстоятельства отъезда Нансути не очень ясны, несомненно, что он покинул деревню и своё командование в тот же день. Два дня спустя Наполеон написал военному министру, чтобы сообщить ему, что здоровье генерала Нансути не позволяет ему выполнять свои военные обязанности и что ему разрешено взять отпуск по болезни в Париже. Генерал Бельяр осуществлял временное командование гвардейской кавалерией во время битвы при Лане, а генерал Себастьяни впоследствии получил постоянное командование.

### Реставрация и смерть
Передав 8 марта командование генералу Бельяру, Нансути входил в состав конвоя из нескольких офицеров, направлявшегося через три дня в Париж. По пути в столицу на них напала группа казаков, которым удалось рассеять конвой. Нансути и сопровождавшие его офицеры пробились саблями и поскакали к Эне. Оказавшись на берегу, генерал оказался изолированным, и когда он собирался пересечь реку верхом на лошади, его лошадь была убита под ним, в результате чего генерал повалился на землю. Однако ему удалось подняться и благополучно доплыть до другого берега. Это событие, а также его неутомимая деятельность на протяжении всей кампании, похоже, показывают, что его здоровье не было основной причиной его ухода. Маловероятно также, что сам Император решился бы заменить его, учитывая провал попытки Бельяра во время битвы при Краоне и статус временного командующего, предоставленный впоследствии этому генералу после ухода Нансути. Поэтому более разумно предположить, что Нансути подал в отставку после своих споров с Императором.
Нансути  был одним из первых генералов, присягнувших на верность Людовику XVIII. 20 апреля 1814 года назначен членом комитета гвардейского генералитета. 22 апреля 1814 года назначен экстраординарным комиссаром короля в 18-м военном округе. 6 июля 1814 года получил назначение на почётный пост капитан-лейтенанта 1-й роты (серых) мушкетеров короля, а 14 июля стал также генерал-полковником драгун. Однако, несмотря на эти различные обязанности, финансовое положение Нансути значительно ухудшилось во время Реставрации. Генерал вёл себя особенно благородно во время наполеоновских войн и, в отличие от некоторых своих товарищей, никогда не получал никакого дохода от грабежа. Он также продолжал вести расточительный образ жизни, очень дорогой, но который он считал нормальным для такого дворянина, как он. Его многочисленные функции приносили Нансути значительный доход в период Империи, а также тот факт, что Наполеон регулярно награждал большими грантами своих лучших генералов. Помимо императорских вознаграждений, различные жалованья, полученные Нансути за первые четыре месяца 1814 года, принесли ему не менее 104 000 франков. Ситуация изменилась при Бурбонах: его звание генерал-полковника драгун было лишено и заменено почётным званием инспектора драгун, за генералом сохранились лишь 25 000 франков, связанные с его должностью капитан-лейтенанта.
Во второй половине 1814 года здоровье Нансути, ослабленное десятью годами почти непрерывных кампаний по всей Европе, быстро ухудшалось. Он был ослаблен ранами, некоторые из которых были получены совсем недавно, но особенно усталостью от войны. На смертном одре он заявил: «Я думал о всех своих действиях с рождения и всю свою жизнь никому не причинял вреда». Он также подтвердил свою христианскую веру и рекомендовал своего сына государю, в качестве награды за его службу. Незадолго до смерти он сказал своему сыну, что единственное его наследие - последовать его примеру и вести, как и он, достойную и безупречную жизнь. Генерал умер 12 февраля 1815 года в Париже. Король назначил годовую пенсию в 6000 франков вдове генерала.

## Характер генерала
Нансути был известен как остроумный человек, но с чрезмерной склонностью к сарказму, что нанесло ущерб его репутации и вызвало к нему множество неприязни. Его несколько месяцев, проведённых в Испании в 1808 году, где он командовал ординарцами Императора, а также адъютантами при генералах генерального штаба, по-видимому, свидетельствуют о нежелательной склонности к насмешкам на службе, настолько, что один из его подчинённых писал, что «никогда не знаешь, когда он шутит, а когда говорит серьёзно». Когда дело доходило до военных вопросов, позиция Нансути становилась чрезвычайно импозантной, лаконичной и резкой. Перфекционист, с настоящим глазомером и прекрасным знанием своего оружия, он возмущался каждый раз, когда его кавалерийские маневры плохо выполнялись, а затем становились уничижительными, а иногда и оскорбительными по отношению к своим подчинённым. Однако, когда он зашёл слишком далеко в выговоре, он стал явно недоволен собой, раскаялся и попытался загладить свою вину перед человеком, которого оскорбил. Такое поведение, кажется, повторялось с ним постоянно. Похоже, его настроение было особенно плохим в последние месяцы его службы в 1814 году, возможно, из-за небольших травм, которые он получил несколько раз за короткий промежуток времени, но, скорее всего, из-за его проблем с Императором. В этот период он жестоко обращался с командиром эскадрона за то, что тот не выполнил один из его приказов достаточно быстро, и даже дошёл до того, что уволил своего начальника штаба полковника де ла Луайера за небольшую ошибку.
Гордый и независимый характер Нансути проявлялся на протяжении всей его карьеры, а его самонадеянный характер, типичный для великих кавалерийских генералов того времени, привёл к нескольким столкновениям с его сверстниками. Один из таких инцидентов, произошедший 11 июля 1809 года, через несколько дней после битвы при Ваграме, едва не закончился дуэлью с другим офицером в присутствии своих людей. Конфликт у Нансути случился с генералом Арриги, который командовал 3-й тяжелой кавалерийской дивизией. Два генерала боролись за право собственности своих людей на пруд, расположенный недалеко от небольшой фермы. Ни один из них не хотел сдаваться, и тон дискуссии быстро накалился до такой степени, что для решения вопроса рассматривалась возможность дуэли. В конечном итоге последнее слово осталось за Нансути, старшим по званию, и сразу после инцидента один из кирасиров Арриги установил табличку с саркастической надписью: «Пруд Нансути».
Иногда его сарказм был направлен даже на начальство, и Нансути имел бурные объяснения с Груши, более опытным, чем он, во время Фридландского сражения. Тем не менее, вскоре после этого Груши признал, что поведение дивизии Нансути во время боя было «великолепным». Три года спустя, во время Русской кампании, когда Мюрат жаловался на отсутствие сопротивления лошадей, Нансути парировал: «О да, государь, это потому, что им не хватает патриотизма».
Его поведение в кампаниях описывалось как вполне благородное, а иногда и гуманное: во время Французской революции он не жалел усилий для защиты пленных эмигрантов от мстительности революционеров в армии. Он также уважал гражданское население на оккупированных территориях и не терпел грабежей или актов насилия со стороны своих людей. Ему неоднократно предлагали подарки в знак благодарности, но чаще всего он отказывался от них и возвращал их. Во время кампании в Тироле он получил крупную сумму денег, которую немедленно перераспределил среди больниц региона. Еще одним доказательством его человечности была забота, которую он проявлял о жизнях и благополучии своих людей, всегда не желая жертвовать ими ради славы.
Генерал тяжёлой кавалерии Нансути был одним из лучших действующих солдат во время наполеоновских войн. Точный, методичный, прекрасно владевший возможностями своего оружия и тактикой кавалерии, он превосходил всех в подготовке своих атак. Однако он был менее смелым, чем Ласалль, Монбрен или Келлерман, что не помешало ему возглавить некоторые из самых запоминающихся кавалерийских атак Первой Империи. Шарль Антуан Тума далее утверждает, что он действовал с «расчётливой медлительностью», когда находился под командованием Мюрата. Его способность содержать и обучать подчинённые ему войска, похоже, превосходила способности его сверстников. Эта характеристика была проиллюстрирована в начале Наполеоновских войн как часть организации кавалерийского резерва Великой Армии под командованием маршала Мюрата. Командование различными частями этого резерва было поручено одним из лучших кавалерийских генералов того времени, а именно д'Опулю, Клейну, Бомону, Вальтеру, Бараге д'Илье и Мийо. Несмотря на известность и мастерство этих командиров, шесть полков дивизии Нансути приобрели репутацию наиболее управляемых и наиболее точных в выполнении маневров. Во время боя он постоянно маневрировал своими войсками, убежденный, что таким образом ему удастся отвлечь их от грозящей им опасности.

## Воинские звания
- Младший лейтенант (30 мая 1783 года);
- Капитан (6 апреля 1788 года);
- Подполковник (5 марта 1792 года);
- Полковник (9 декабря 1793 года);
- Бригадный генерал (29 августа 1799 года);
- Дивизионный генерал (24 марта 1803 года);
- Генерал-полковник драгун (с 14 января 1813 года по 22 апреля 1814 года, и с 14 июля 1814 года).

## Титулы
- Граф Нансути и Империи (фр. comte Nansouty et de l'Empire; декрет от 19 марта 1808 года, патент подтверждён 27 июля 1808 года в Тулузе)[71][72].

## Награды
Легионер ордена Почётного легиона (11 декабря 1803 года)
 Коммандан ордена Почётного легиона (14 июня 1804 года)
 Великий офицер ордена Почётного легиона (25 декабря 1805 года)
 Знак Большого Орла ордена Почётного легиона (11 июля 1807 года)
 Кавалер военного ордена Святого Людовика (1 июня 1814 года)